# La repubblica delle api
La repubblica delle api è un racconto utopico attribuito al giurista rodigino Giovanni Bonifacio e pubblicato nel 1627. L'opuscolo, dedicato a papa Urbano VIII, ha la forma di una «costituzione» dettata da un consiglio di api e rientra nel filone delle utopie seicentesche che sfruttano la metafora animale per proporre modelli di riforma politica.

## Storia editoriale
Il testo fu impresso dal tipografo Daniel Bissuccio a Rovigo nel 1627 con il titolo completo La repubblica delle api. Con la quale si dimostra il modo di ben formare un nuovo governo democratico.

## Trama
Il libretto assume la forma di una «costituzione» dettata da un consiglio di api a beneficio del loro alveare ideale. Ogni articolo stabilisce norme di vita collettiva: elezione annuale dei magistrati, abolizione dei titoli ereditari, obbligo universale al lavoro e assistenza ai piccoli. I fuchi improduttivi vengono banditi dall'alveare, mentre la regina è presentata come magistrato scelto per virtù e non per nascita. L'opera alterna capitoletti di "leggi" a commenti morali, senza personaggi individuali né intreccio romanzesco.

## Critica
Ojeda Calvo include l'opera fra le «utopie repubblicane» d'età barocca, affermando che trasforma la metafora classica dell'alveare in un programma di democrazia artigiana. Pasqualetto osserva che Bonifacio riprende la tradizione virgiliana ma la orienta contro i privilegi nobiliari, anticipando alcuni temi di Tommaso Campanella. Bréguet interpreta l'allegoria come risposta cristiana alle "politiche degli insetti" protestanti divulgate nell'Europa settentrionale.

## Edizioni
- Giovanni Bonifacio, La repubblica delle api, Rovigo, Daniel Bissuccio, 1627.
- Filippo Dispenza (a cura di), "La repubblica delle api" di Giovanni Bonifacio: un'utopia, 1981.